# Yankee Stadium
Yankee Stadium je baseballový stadion v New Yorku, v městském obvodu Bronx. Své domácí zápasy na něm hraje tým MLB New York Yankees a tým MLS New York City FC. Otevřen byl v roce 2009.